# NGC 5765
NGC 5765 је спирална галаксија у сазвежђу Девица која се налази на NGC листи објеката дубоког неба.
Деклинација објекта је + 5° 6' 53" а ректасцензија 14h 50m 51,6s. Привидна величина (магнитуда) објекта NGC 5765 износи 14,6 а фотографска магнитуда 15,4. NGC 5765 је још познат и под ознакама NGC 5765A, UGC 9554, MCG 1-38-5, IRAS 14483+0519, KCPG 437B, CGCG 48-24, PGC 53012.